# Bento Antas da Cruz
Bento António Antas da Cruz (Barcelinhos, 3 de maio de 1876 - 13 de novembro de 1949) foi um historiador e poeta português.

## Biografia
Natural de Barcelinhos, freguesia do concelho de Barcelos, dedicou-se à história da sua terra e região, incluindo Esposende e Famalicão.
Colaborou em prosa e verso em diversos jornais da época, como: Folha da Manhã, Gaita, Comércio de Barcelos, A Fé, A Mocidade, O Sorriso, Barcelos-Revista,  Acção Social, A Verdade, A Opinião, Tudo-Nada, O Esposendense, O Cávado, A Raquete, O Popular, de Braga, A Voz de Barcelinhos, O Barcelense, entre outros.
Foi diretor e articulista do jornal O Farolim.

## Obras publicadas
- Ensaio para os Anais do Município de Barcelos. Barcelos: Companhia Editora do Minho, 1932.[3]